# Shang Grand
La Shang Grand Tower est un gratte-ciel résidentiel (condominium) de 180 mètres de hauteur construit de 2004 à 2006 à Makati, dans l'agglomération de Manille, aux Philippines.
L'immeuble dessiné dans un Style post-moderne a été conçu par l'agence d'architecture de Hong Kong P & T Architects & Engineers et l'agence des Philippines Recio Casas.